# Покачи
Покачи (на руски: Покачи) е град в Русия, разположен в Ханти-Мансийски автономен окръг - Югра, Тюменска област, Уралски федерален окръг. Населението на града към 1 януари 2018 година е 17 874 души.

## История
Селището е основано през 1984 година, през 1992 година получава статут на град.